# Булгаки (Мордовия)
Булгаки — село в составе  Мордовско-Пишлинского сельского поселения Рузаевского района Республики Мордовия.

## География
Находится на расстоянии примерно 14 км на запад-северо-запад от районного центра города Рузаевка.

## История
Известно с 1869 года, когда было учтено как владельческая деревня Инсарского уезда из 41 двора, название по фамилии бывших владельцев.

## Население
Постоянное население составляло 14 человек (русские 93%) в 2002 году, 3 в 2010 году .